# Ivanivți, Colomeea
Ivanivți (în ucraineană Іванівці) este o comună în raionul Colomeea, regiunea Ivano-Frankivsk, Ucraina, formată numai din satul de reședință.

## Demografie
Componența lingvistică a comunei Ivanivți
     Ucraineană (99,48%)
     Alte limbi (0,52%)
Conform recensământului din 2001, majoritatea populației comunei Ivanivți era vorbitoare de ucraineană (99,48%), existând în minoritate și vorbitori de alte limbi.